# Нижнее Машозеро
Нижнее Машозеро — озеро на территории Сосновецкого сельского поселения Беломорского района Республики Карелии.

## Общие сведения
Площадь озера — 1,1 км², площадь водосборного бассейна — 1380 км². Располагается на высоте 105,3 метров над уровнем моря.
Форма озера лопастная, продолговатая: оно вытянуто с северо-востока на юго-запад. Берега каменисто-песчаные, местами заболоченные.
Через озеро протекает река Тунгуда, впадающая в реку Нижний Выг.
В залив на западной стороне озера впадает ручей Метчагоя.
У северо-восточной оконечности озера расположены два небольших острова без названия.
Вдоль юго-западного берега озера проходит лесная дорога.
Код объекта в государственном водном реестре — 02020001311102000008777.